# Onze-Lieve-Vrouw-van-Lourdeskerk (Jemeppe-sur-Meuse)

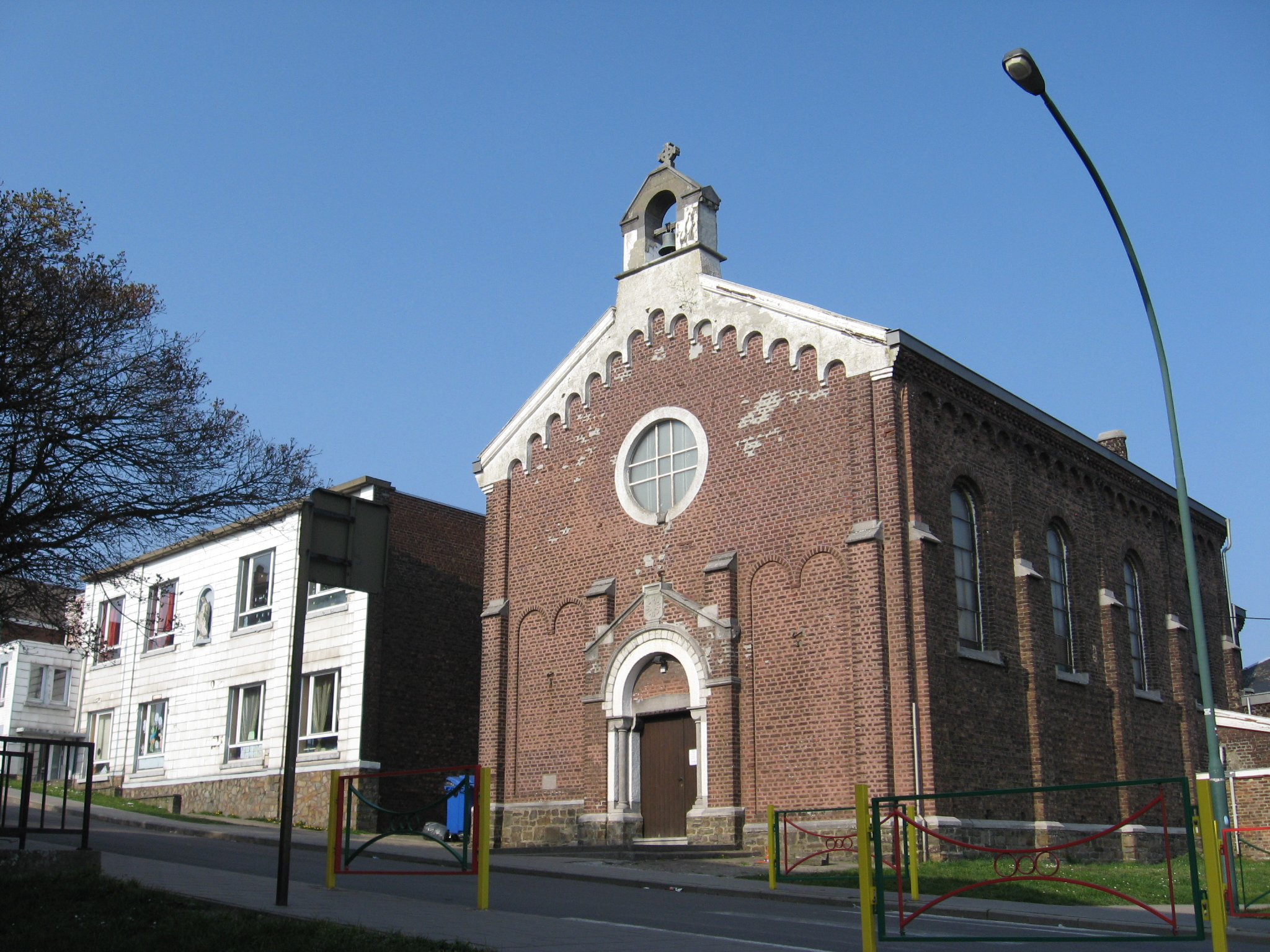
Onze-Lieve-Vrouw-van-Lourdeskerk

De Onze-Lieve-Vrouw-van-Lourdeskerk (Frans: Église Notre-Dame de Lourdes) is een parochiekerk aan de Avenue de Douai 12 in de wijk Bois-du-Mont van Jemeppe-sur-Meuse, in de Belgische provincie Luik. De wijk Bois-du-Mont ligt, in tegenstelling tot het centrum van Jemeppe, bovenop het Haspengouws Plateau en omvat voormalige mijnterreinen en een terril.
De kerk is een eenvoudig neoromaans bouwwerk onder zadeldak, voorzien van een klokkengevel en een verlaagd koor. De toegepaste materialen zijn baksteen, zandsteen en kalksteen. De kerk werd in 1914 gebouwd naar ontwerp van Henri Seaux.